# Горевая (посёлок)
Горевая — посёлок при станции в Тайшетском районе Иркутской области России. Входит в состав Тамтачетского муниципального образования. Находится примерно в 140 км к северу от районного центра.

## Население
По данным Всероссийской переписи, в 2010 году в посёлке при станции проживали 284 человека (145 мужчин и 139 женщин).